# Plan Jaruzelskiego

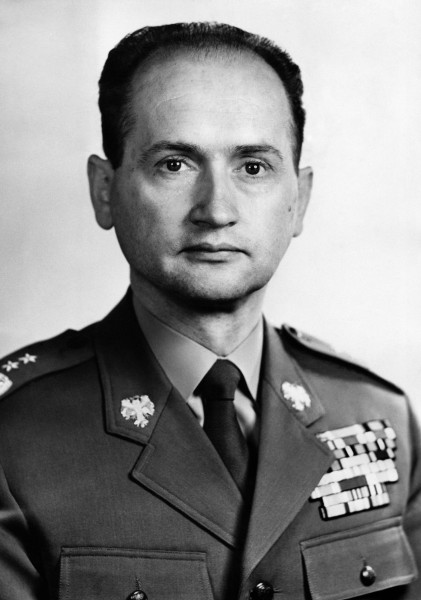
Gen. Wojciech Jaruzelski - I sekretarz Komitetu Centralnego PZPR w latach 1981–1989

Plan Jaruzelskiego – projekt dotyczący ograniczenia zimnowojennego wyścigu zbrojeń i budowy zaufania w stosunkach międzynarodowych. Czteroelementowy plan sformułowany przez gen. Wojciecha Jaruzelskiego powstał w 1987 roku.

## Historia i założenia planu
Wojciech Jaruzelski przedstawił swój projekt 8 maja 1987 roku – w rocznicę kapitulacji III Rzeszy. Szczegóły propozycji zostały sformułowane w Memorandum rządu PRL w sprawie zmniejszenia zbrojeń i zwiększania zaufania w Europie Środkowej z 17 lipca 1987 roku, a następnie w oświadczeniu rządowym z 15 czerwca 1988 roku.
Założenia planu Jaruzelskiego:
- ograniczenie operacyjnej i taktycznej broni jądrowej[2];
- ograniczenie najbardziej niebezpiecznej broni konwencjonalnej, w tym[3]:
  - broni o największej sile rażenia;
  - broni o największej precyzji rażenia;
  - broni służącej do operacji zaczepnych, w tym nagłych uderzeń;
- zmiana doktryn militarnych na doktryny o charakterze obronnym[4];
- poszukiwanie nowych środków bezpieczeństwa i budowy zaufania[5].

Projekt przewidywał powołanie systemu inspekcji i kontroli przestrzegania postanowień ewentualnego reżimu. Wskazywano m.in. na udzielanie informacji, notyfikacji i obserwacji. Zakładano również udzielenie gwarancji przez mocarstwa nuklearne dla państw Europy Środkowej zaangażowanych w rozbrojenie. Plan nie był zatem typową propozycją rozbrojeniową, ale raczej zbiorem celów do zrealizowania.